# Gabriel Buades i Pons
Gabriel Buades i Pons va ser un obrer anarquista i pacifista mallorquí. Va néixer el 6 de maig del 1903 a Inca i va morir afusellat al cementiri del seu poble natal el 2 de juliol del 1938.
A onze anys, va fer d'aprenent de fuster i després de sabater, la professió que va marcar la seva vida. Des de molt jove s'interessa per l'anarcosindicalisme i se subscriu el 1921 a la revista anarquista mallorquina Cultura Obrera. Sota la dictadura de Primo de Rivera és detingut i s'exilia a París on treballa a la sabateria dels germans inquers Gabriel i Bartomeu Llobera Pujol, Allí va conèixer Margalida, la seva futura esposa.
El 1931 tornà cap a Inca i col·labora a Cultura Obrera on tracta temes com l'opressió injusta dels obrers, l'atur, la denúncia del poder, el combat contra el feixisme, la revolució llibertària i la importància de la cultura com a eina d'alliberament social. El 1932 era el secretari del poderós sindicat sabater local "La Justicia", amb clara hegemonia del sindicat anarquista CNT. El 1934 va fundar l'Ateneu Cultural d'Inca. El 19 de juliol del 1936, a l'inici de la Guerra Civil va ser empresonat per les forces feixistes. Els seus dos germans també van ser detinguts: Bartomeu va ser alliberat aviat, però Francesc va passar gairebé dotze anys empresonat i desterrat fins que va poder tornar a Mallorca. El 1938, després d'un judici sumari davant el Consell de Guerra a Palma el 12 de març, en el qual no va poder ser present, Gabriel va ser condemnat a mort. Fou assassinat el 2 de juliol a les tàpies del cementiri d'Inca pels insurrectes franquistes. L'alcalde feixista, Juan Erasmo Fluxá, havia donat fe que era "el más significado anarco-sindicalista de esta población" (sic). Aquest afusellament, junt amb el de Llorenç Beltran, Barbó', un altre redactor del diari Avance, dues persones de reconeguda vàlua que tenien l'única taca de «tenir idees», va commoure la gent del poble. Heinz Kraschutzki, un pacifista alemany i destacat oponent al nazisme, que es va exiliar a Mallorca el 1932, li va dedicar un capítol, juntament amb els seus germans Francesc i Bartomeu, en el llibre "Memòries a les presons de la guerra civil a Mallorca".

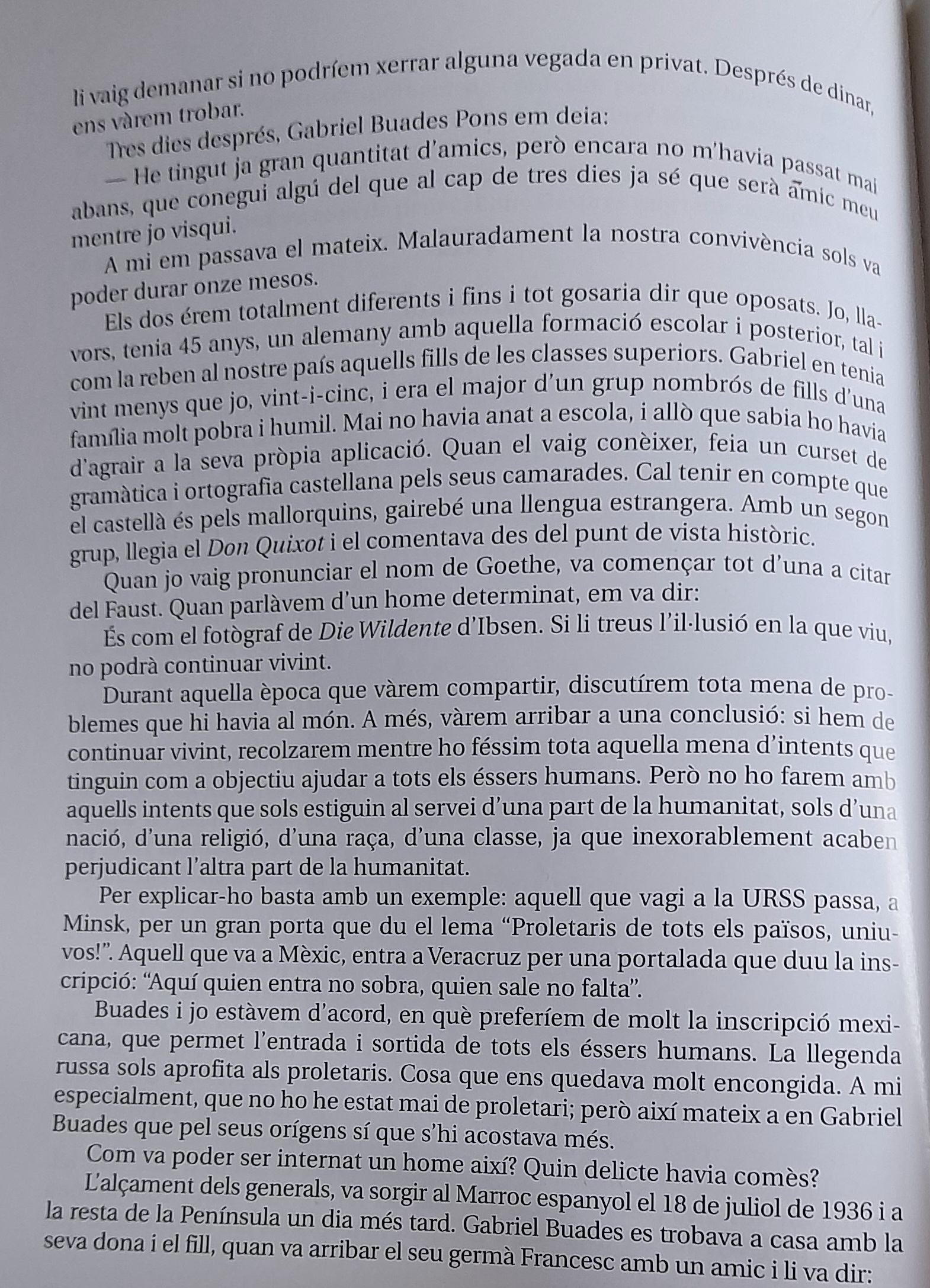
Testimoni del pacifista alemany Heinz Kraschutzki sobre com era Gabriel Buades i Pons, presoner com ell del feixisme a la presó de Palma. (Extret del llibre "Memòries a les presons de la guerra civil a Mallorca")

## Llegat
Un carrer a l'eixample d'Inca porta el seu nom i el 2003, en memòria seva, l'ateneu d'Inca va ser rebatejat Ateneu Gabriel Buades.